# Решетник Євдокія Григорівна
Решетник Євдокія Григорівна (14 березня 1903, Кошманівка — 22 жовтня 1996, Київ
) — українська радянська вчена у галузях зоології та екології, фахівець з сліпаків та ховрахів України, зокрема вперше для науки описала ендеміка півдня України сліпака піщаного у 1939 році.

## Біографія

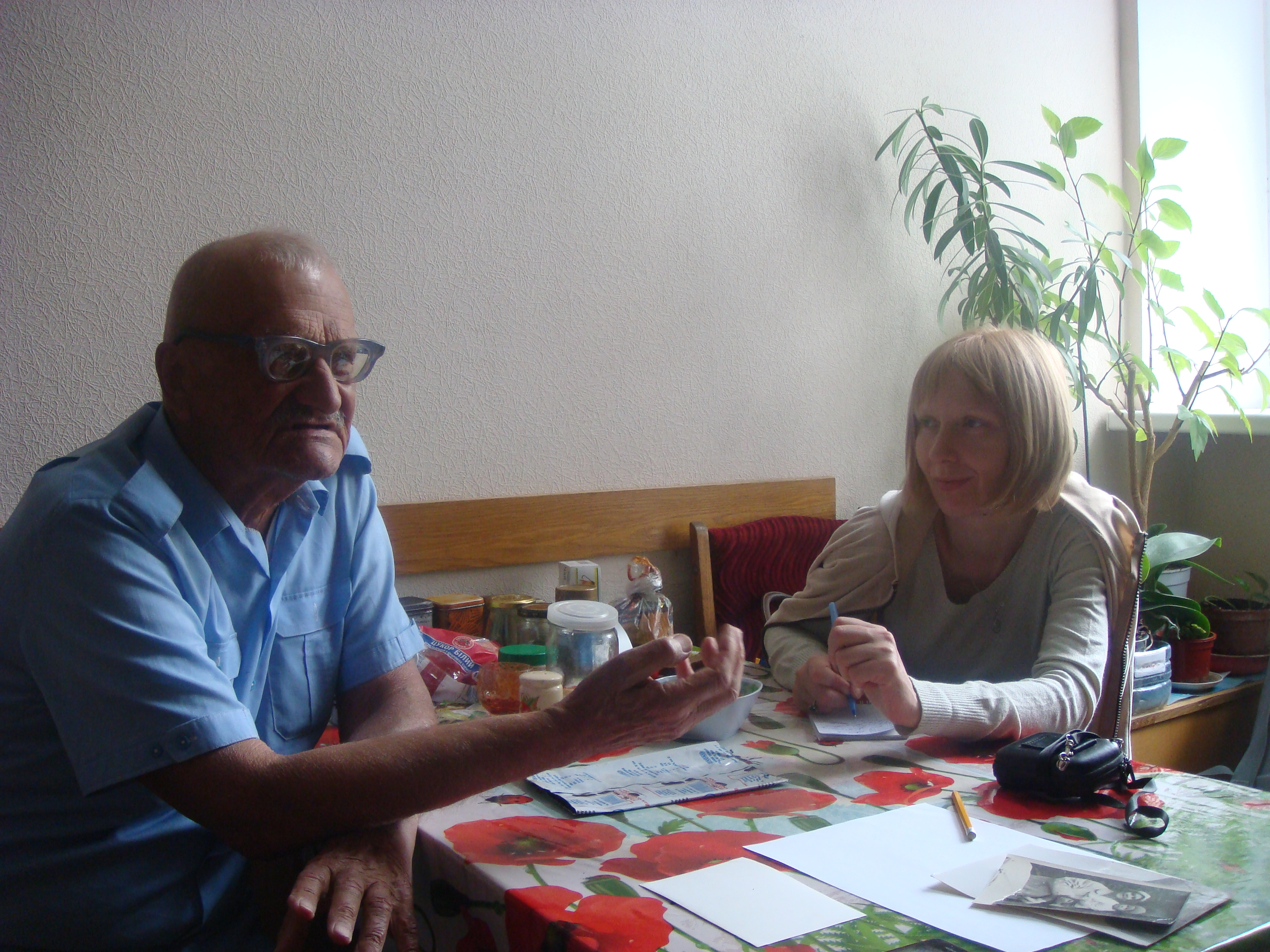
Зустріч з Емілем Хоменко при підготовці статті про Євдокію Решетник.

Євдокія Григорівна Решітник народилася у Кошманівці на Полтавщині у заможній селянській родині. Батько Григорій Юхимович Решітник був «посмертно розкуркулений» — помер до розкуркулення. З раннього дитинства Євдокія Решітник жила у Полтаві по вулиці Інститутській у своєї старшої сестри Марусі та її чоловіка — робітника паровозоремонтних майстерень. Після закінчення Полтавської гімназії навчалась в  Інституті народної освіти в Полтаві, де познайомилася і дружила з Павлом Тичиною та Оксаною Іваненко. Там познайомилась і зі своїм майбутнім чоловіком, з яким навчалася разом у інституті.
Трудову діяльність розпочала в Харкові. У травні 1935 року Євдокія Решітник переїхала до Києва. Цей переїзд був спричинений переводом видавництва, у якому працював чоловік Решітник, до нової столиці. Спочатку родина два роки жила в готелі «Західна Україна»(після війни називався «Жовтневий») за адресою по вул. Богдана Хмельницького, 3. Потім родині дали кімнату на Саксаганського, 137. У травні 1941 р. Євдокія Решітник знаходилася в експедиції у Кишиневі. Через початок війни Євдокія Решітник повертається з експедиції до Києва, а звідти з академічним евакуаційним ешелоном вирушає до Уфи. У Полтаві, через яку йшов цей ешелон, вона мала забрати сина, але через комендантську годину не змогла дістатися до будинку сестри. Ешелон пішов з Полтави до завершення комендантської години, і тому Євдокія Григорівна вирішила залишитися. Решетник з сином перебувала в Полтаві у своєї сестри, до того часу, як німці зайшли до Полтави. У жовтні 1941 року з сином повертається до Києва.
Після повернення до Києва Євдокія Григорівна спочатку була без роботи, перші дні сім'я жили у її колеги — М. Шарлеманя, на Короленка 37. За часів окупації Києва німцями Є. Г. Решітник працювала в Червоному Хресті, у відділі допомоги нужденним ученим, а також надавала допомогу полоненим червоноармійцям, що перебували в Дарницькому концтаборі. У лютому 1942 року Є. Г. Решітник разом з іншими співробітниками Червоного Хреста заарештувало гестапо, з катівень якого їй вдалося звільнитися лише завдяки заступництву професорів С. Я. Парамонова і М. В. Шарлеманя.
Майже відразу по війні почався період повоєнних репресій всіх тих, хто залишався в зоні окупації. Не обійшли вони й Євдокію Григорівну, її чоловіка й сина. Почалися численні засідання відділів, профкоми і парткоми, а також виклики до слідчих; науковця почали звинувачувати у співпраці з ворогами й окупантами, у дружбі з ненадійними людьми (серед яких Парамонов і Шарлемань) тощо. 25 квітня 1951  р. виписано постанову на її арешт. Звинувачували у тому, що її не розстріляло гестапо у 1942 році, що вона не аплодувала на 70-ліття вождя народів (на цей час і чоловіка і сина було вже ув'язнено): «Як же мені було йому ляпати…», — згадує Решітник у «Моїй Оленіані». До цього на неї писали доноси «свої» ж колеги. Решітник було висунуто звинувачення і означення «озлобленная мать и жена» та направлено до Чернігівської колонії, де вона відбула чотири  роки (1951—1955 рр.)
Решетник Є. Г. була звільнена після смерті Сталіна та реабілітована у 1956—1957 рр. Після звільнення працювала районним ентомологом  Києво-Святошинської СЕС (1955—1961). З 1961 р. повернулася до роботи в рідному Інституті зоології, де й працювала надалі, аж до 1986 р.
Померла 22.10.1996 р., похована у Києві на  Совському цвинтарі.

## Навчання
Євдокія Решетник була обдарованою дитиною, спочатку навчалась у початковій школі, потім здала екстерном екзамени за чотири класи гімназії і поступила до п'ятого класу. В 1918 році закінчила сьомий клас гімназії, і почала навчання на трирічних педагогічних курсах у м. Полтава. Після закінченню курсів працювала педагогом у Дитячому будинку, а в 1920 році склала іспити до Інституту народної освіти у місті Полтава (нині —  Полтавський педагогічний університет). З 1920 до 1924 р. навчалася на біологічному факультеті і одночасно працювала вчителем біології у Дитячому будинку. З 1931 до 1934 рр.навчалась в аспірантурі у НДІ зоології при Харківському державному університеті (з 1934 р. — «Харківський філіал Всеукраїнського зоолого-біологічного інституту УАН»). Ймовірно, керівником її був Володимир Станчинський[джерело не вказане 1139 днів], який працював з березня 1931 р. по грудень 1933 р. у Секторі екології Зоолого-біологічного інституту при Харківському університеті. Пізніше вся «команда» (п'ятнадцять осіб) В. Станчинського була заарештована наприкінці 1933 р., а учні Станчинського зазнали політичних гонінь.
Євдокія Григорівна закінчила аспірантуру у 1934 році та захистила наукову роботу.

## Трудова діяльність
В 1924 році Решітник Є. Г. отримала вищу освіту, отримала спеціальність «біолог» та переїхала до Харкова, на той час столиці Української РСР.

### Робота в Харкові
З 1924 року працювала викладачем біології у Робітничій школі (станція Основа, околиця м. Харків), де вона вела загальний курс зоології. З 1933 до 1935 рр. Решітник була науковим співробітником у Науково-дослідній станції м. Харкова. Згодом вона опублікувала статтю, явно пов'язану з роками аспірантури, з Асканією-Нова та тематикою біоценологічних досліджень групи В. Станчинського: «До екології жайворонків в умовах району Асканія-Нова», яку було опубліковано в центральному зоологічному виданні України — «Збірнику праць зоологічного музею».

### Робота в Києві
З 1935  року працювала науковим співробітникому Київському зоопарку і одночасно вела гурток Юних натуралістів при зоопарку. З 16 травня 1936 р. Євдокія Решітник була зарахована науковим співробітником до Інституту зоології АН УРСР. В Інституті деякий час паралельно з науковою роботою виконувала обов'язки вченого секретаря. Водночас з науковою роботою Євдокія Григорівна вела в інституті громадську діяльність, була обрана головою профспілкового комітету. В роки війни працювала у Червоному Хресті, у відділі допомоги нужденним ученим. Згодом, коли в будинку ВУАН (нині будівля ННПМ) було створено Інститут захисту рослин, з травня 1942 року до вересня 1943 року Євдокія Решітник працювала в ньому науковим співробітником. Цей інститут було створено окупаційною владою на базі Інституту біології та зоології АН України, його керівником з боку «місцевих» біологів став її колега Микола Шарлемань, який зібрав в інституті всіх колег, що залишилися в Києві. По війні працювала в Інституті Зоології АН у відділі хребетних (1946—1950).

## Наукова діяльність

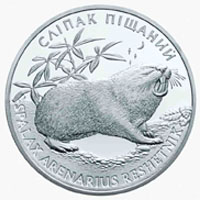
Сліпак піщаний, вперше для науки описаний Є. Г. Решетник у 1939 році, на монеті НБУ (2005)

Решетник Є. Г. присвятила життя дослідженням в галузі зоології хребетних, музеології та історії науки. Євдокія Григорівна була активним учасником та історіографом найскладніших етапів становлення в Україні екології (школа Володимира Станчинського), розвитку наукових досліджень у заповідниках, таксономічних ревізій складних політипних комплексів (дослідження сліпаків і ховрахів), відродження забутих імен своїх незабутніх  репресованих  радянською владою колег (Микола Шарлемань, Сергій Парамонов, Іван Іваненко, Сергій Медвєдєв та ін.) Вона працювала над веденням архівних справ, збереженням зоологічних колекцій у найскладніші часи — під час Другої світової війни. Саме Євдокія Решетник відіграла основну роль у збереженні працездатності музею та збереженні його колекцій.
Тематикою основних досліджень Євдокії Григорівни в Інституті захисту рослин стало вивчення таксономії, мінливості, поширення й господарського значення ховрахів. Вона підняла нав'язану владою кон'юнктурну тему боротьби з тваринами-шкідниками на зовсім інший рівень, вивчаючи їхню популяційну екологію, мінливість та поширення як основу для прогнозування шкодочинності та визначення ролі у господарстві.
У 1940 році вона захистила дисертацію на здобуття наукового ступеню кандидата біологічних наук. Наукові ступені й звання (кандидата наук та старшого наукового співробітника) здобуті ще навесні 1940 р., були підтверджені лише навесні 1946 р. Зокрема, 30 березня 1940 р. Рада Інституту зоології АН УРСР присудила вчений ступінь кандидата біологічних наук, що вже по війні підтверджено дипломом, виданим ВАК СРСР від 30.03.1946 р. Рішенням Президії АН УРСР від 25 квітня 1940 р. Є. Решетник була затверджена у вченому званні старшого наукового співробітника за спеціальністю «Зоологія». Атестат видано лише 1946 року(30.03.1946, ВАК, Москва)

### Зоологічні колекції
Євдокія Решетник значну частину життя працювала у штаті «музейних відділів» Інституту зоології. Вона була вмілим колектором і таксидермістом і збагатила фонди зоологічного музею сотнями зразків тих видів, які були об'єктами її досліджень. У колекціях відділу зоології ННПМ зберігаються типові серії описаних нею таксонів гризунів, у тому числі Spalax polonicus arenarius Reshetnik, 1939 (нині визнаний самостійним видом), Citellus suslica ognevi Reshetnik, 1946, Citellus suslica volhynensis Reshetnik, 1946 (Загороднюк, Шевченко, 2001). Там само зберігаються й значні за обсягом серії гризунів, зібраних нею в різних регіонах України (Волинь, Закарпаття, Причорномор'я, Поділля, Подніпров'я, Слобожанщина) та Молдови.

### Теріологічні дослідження
Євдокія Решетник відома, насамперед, завдяки дослідженням біології та мінливості гризунів з родів Spalax (сліпаки) та Spermophillus (ховрахи). В її працях 1939—1965 рр.  описано особливості екології, морфології та поширення цих груп з описом нових видів і підвидів. Зокрема, нею описано (як підвид) унікального сліпака — Spalax arenarius — вид ссавців з найвужчим серед усіх європейських хребетних ареалом. Особливістю її досліджень було проведення системних досліджень різних груп ссавців, без огляду на тотальний інтерес інших дослідників до кон'юнктурних тем, якими на той час були дослідження шкодочинності або корисності тварин.

### Біографічні дослідження
Як архіваріус Інституту зоології,  Євдокія Решетник ретельно вела особові справи колег, а щодо найяскравіших постатей, у т. ч. репресованих радянською владою, вона готувала розгорнуті матеріали та робила біографічні узагальнення. Серед них публікації пам'яті М. Шарлеманя, з яким вона працювала в  Інституті захисту рослин під час окупації 1941—1943 рр., Івана Іваненка, з яким вона працювала в Харкові та  Асканії-Нова, нею зібрано унікальні архівні дані про С. Парамонова, нещодавно опрацьовані. Останнім часом набула відомості її публікація-спогад «Моя Оленіана», присвячена зустрі-
чам з О. Телігою у катівнях гестапо.

## Наукові праці
Євдокія Решетник є автором близько 20 наукових статей, надрукованих у відомих зоологічних виданнях, таких як: «Збірник праць Зоологічного музею» (1939, 1941),  «Бюллетень МОИП»(1946), «Труди Інституту зоології АН Укр. РСР» (1948), «Наземні хребетні України» (Наукова думка, 1965),«Вестник зоологии»(1970, 1971).
Найвідоміші роботи:
- Решетник, Є. Г. До екології жайворонків в умовах району Асканія-Нова // Збірник праць зоологічного музею АН УРСР. — 1937. — № 20. — С. 3–40.
- Решетник, Є. Г. До систематики i географічного поширення сліпаків (Spalacidae) в УРСР // Збірник праць зоологічного музею АН УРСР. — 1939. — Вип. 23. — С. 3–21.
- Решетник, Е. Г. Матеріали до вивчення систематики, географічного поширення та екології сліпаків (Spalacinae) УРСР // Збірник праць Зоологічного музею. — Київ, 1941. — Вип. 24. — С. 23–95.
- Решетник, Е. Г. О новых подвидах крапчатого суслика Citellus suslica volhynensis subsp. nov. и Citellus suslica ognevi subsp. nov. // Бюллетень МОИП. Отделение биологии. — 1946. — Том 51, № 6. — С. 25–27.
- Решетник, Е. Г. Систематика і географічне поширення ховрахів (Citellus) в УРСР // Труди Інституту зоології АН Укр. РСР. — Київ, 1948. — Том 1. — С. 84–113.
- Решетник, Є. Г. Європейський ховрах (Citellus citellus L.) в Закарпатській області // Наземні хребетні України: Республіканський міжвідомчий збірник. — Київ: Наукова думка, 1965. — С. 122—123.
- Решетник, Е. Г. Памяти Николая Васильевича Шарлеманя (1887—1970) // Вестник зоологии. — 1970. — № 6. — С. 87–89.
- Решетник, Є. Моя Оленіана // Українське слово. — 1994. — № 10
- Решетник, Е. Г. Памяти Ивана Демьяновича Иваненко // Актуальні питання збереження та відновлення степових екосистем: Міжнар. конф., присвяч. 100-річчю заповідання асканійського степу, 21–23 травня 1998 р. — Асканія-Нова, 1998. — С. 121—123.
- Решетник, Е. Г., Балахин, Н. О. О некоторых различиях трех подвидов сусликов рода Citellus фауны УССР // Доповіді АН УРСР. — 1967. — Том 5Б. — С. 465—468.

## Родина
Чоловік —  Яків Андрійович Хоменко (1902—1993) — відомий літератор, автор низки критичних статей та першого в Україні радянської доби огляду пам'яток, пов'язаних з Тарасом Шевченком, співробітник  Інституту мовознавства і літератури .
Син — Еміль Якович Хоменко (нар. 24.12.1928). З 1948 по 1956 рр. був ув'язнений за участь у молодіжній ОУН м. Києва і пройшов табори Мордовії, Караганди і Воркути.

### Репресії
У 1948 році засудили і вислали в Мордовію сина Є. Г. Решітник — Еміля, як члена ОУН, і майже відразу засудили й чоловіка, Якова. Обидва відбули повних вісім років, до 1956 року. Чоловіка звинувачували ще й у дезертирстві («фронт двигался, на восток, а ты двигался на запад») — так влада інтерпретувала те, що він, призваний до військкомату в Самарі, потім був комісований через слабкий зір. Еміль Хоменко відбув 6 місяців тюрми, потім пройшов «зони» Мордовії, Караганди і Воркути. Доля сина Решітник склалася нелегко; плани та мрії талановитої та високоосвіченої людини не здійснилися через репресії та гоніння.

## Цікаві факти
1 березня (день народження  Є.Г.Решетник) у с. Кошманівка було «Днем жайворонків». І Євдокія Григорівна почала свою наукову діяльність з вивчення жайворонків (ще в Харкові, в аспірантурі).